# Malvertising
Malvertising (de l'anglès "malicious advertising") és l'ús de publicitat en línia per estendre programari maliciós (en anglès 'malware').

## Resum
El malvertising consisteix en introduir un programari maliciós en anuncis dins de xarxes publicitàries legítimes en línia. Els anuncis en línia proporcionen una plataforma sòlida per difondre el programari maliciós perquè es fa un esforç important per atreure usuaris i vendre o anunciar el producte. Atès que el seu contingut pot ser inserit a pàgines web d'alta reputació, el malvertising proporciona als malfactors una oportunitat "d'incloure" en els seus atacs a usuaris web cautelosos que normalment no visiten adreces URL externes desconegudes, a l'explotar la reputació de la pàgina web i de les presumptes marques anunciants per convèncer-los que estan visitant anuncis legítims. Els agents maliciosos llavors poden redirigir els usuaris a llocs que contenen programari maliciós.
La redirecció està incrustada en els anuncis en línia, i aquest tipus de programari té èxit molt sovint perquè els usuaris ja esperen que tingui lloc una redirecció.
De vegades perquè una redirecció tingui lloc necessita la col·laboració per part de l'usuari per tal d'infectar l'ordinador. Però en molts casos, no cal que la víctima premi els enllaços que se li presenten. En comptes d'això, l'anunci maliciós conté un drive-by-download que utilitza un script flash.

### Exemples
Diverses pàgines web populars i fonts de notícies han estat víctimes de malvertising i adware maliciós col·locat en la seva pàgina web sense el seu coneixement, entre ells Horoscope.com, el web de The New York Times, London Stock Exchange, Spotify i The Onion.
La plana principal de The New York Times va ser hackejada, causant que alguns lectors veiessin un anunci dient que els seus sistemes havien estat infectats amb la indicació per instal·lar un fals antivirus en els seus ordinadors. Segons la portaveu Diane McNulty, "el culpable va contactar el diari com un anunciant a nivell nacional i va proporcionar anuncis aparentment legítims durant una setmana", llavors els anuncis van ser canviats per la falsa alerta de virus. The New York Times va suspendre els anuncis de terceres parts per corregir el problema, i fins i tot va enviar instruccions als lectors sobre aquest assumpte en el seu blog de tecnologia.
Un altre exemple de malware denunciat va ser el de la web "Mighty Magoo". Proposava enllaços publicitaris per descarregar la seva "barra d'eines maliciosa" tot contribuint a infringir un copyright de les marques populars de Nintendo i Sega. El seu programa estava infectat amb un programari maliciós anomenat adware.magoo que sembla que era gairebé impossible d'eliminar sense el seu propi programa de desinstal·lació .

### Tipus i Modes
El simple fet de visitar pàgines web infectades per malvertising posa als usuaris en risc d'infecció. Hi ha molts mètodes diferents per a incloure anuncis o programes maliciosos a les pàgines web:
- Pantalles emergents anunciant descàrregues enganyoses, com anti-virus que instal·len programari maliciós en els ordinadors.[2]
- Descàrregues no autoritzades.
- Web widgets en els quals una redirecció pot ser dirigida a un lloc maliciós.[3]
- Atacs incrustats en iframes amagats que estenen malware a pàgines web.[3]
- Xarxes de Lliurament del contingut (CDNs poden estar infectades per a distribuir malware).[3]
- Pancartes malicioses a pàgines web.[3]
- Anuncis de terceres parts a pàgines web legals[8]
- Aplicacions de terceres parts, com fòrums, help desks, etc.[8]

## Impacte i conseqüències del malvertising
Hi ha moltes conseqüències si no s'és conscient d'un malvertising. Si el hacker aconsegueix que el programari maliciós entri dins d'un sistema, pot tenir accés a informació personal i posar els usuaris en risc d'un robatori d'identitat. També pot seguir i controlar l'activitat d'internet, amb virus que poden deixar un ordinador inutilitzable.

### Mesures preventives
Hi ha diverses precaucions que les persones poden adoptar per tal de disminuir les possibilitats de ser víctimes del malvertising. Programes d'ús habitual, com Adobe Flash Player i Adobe Reader poden ser vulnerables als atacs, per la qual cosa és important evitar-los o, almenys, mantenir-los actualitzats. Els usuaris també poden descarregar programari antivirus que els protegeix de les amenaces i elimina el programari maliciós dels seus sistemes. Els usuaris també poden utilitzar programari de bloqueig d'anuncis per evitar la descàrrega del programari maliciós contingut en anuncis o una extensió específica del navegador que alerta de les campanyes publicitàries de malvertising.